# 浅間神社 (流山市)
浅間神社（せんげんじんじゃ）は、千葉県流山市にある神社。

## 概要
流山市中心部、平地上に鎮座する。醤油醸造の浅見家の初代当主によって浅見家の鬼門と裏鬼門にそれぞれ浅間神社と箭弓稲荷神社を据え、初代逝去の1年前の正保元年（1644年）に創建。浅間神社が浅見本家の方向を向き、箭弓稲荷神社と対になっているのはその為である。享保元年（1716年）、庚申塚が築かれ、この頃から町内の社となっていった。当初、浅間神社と箭弓稲荷神社は小規模の祠だったと考えられ、安政4年8月25日（1856年9月23日）の台風によって倒壊、その後、5代目当主・浅見平兵衛萬蔵（浅見家10代目）が再建したと、本殿左側の石碑に刻まれている。また、萬蔵は、明治19年（1886年）から明治22年（1889年）に富士山の溶岩の運搬を岡庭船運業に依頼し、富士山の溶岩で富士塚を造成し社屋の再建をして現在のかたちとなっている。

## 祭神
- 木花開耶姫命

## 境内

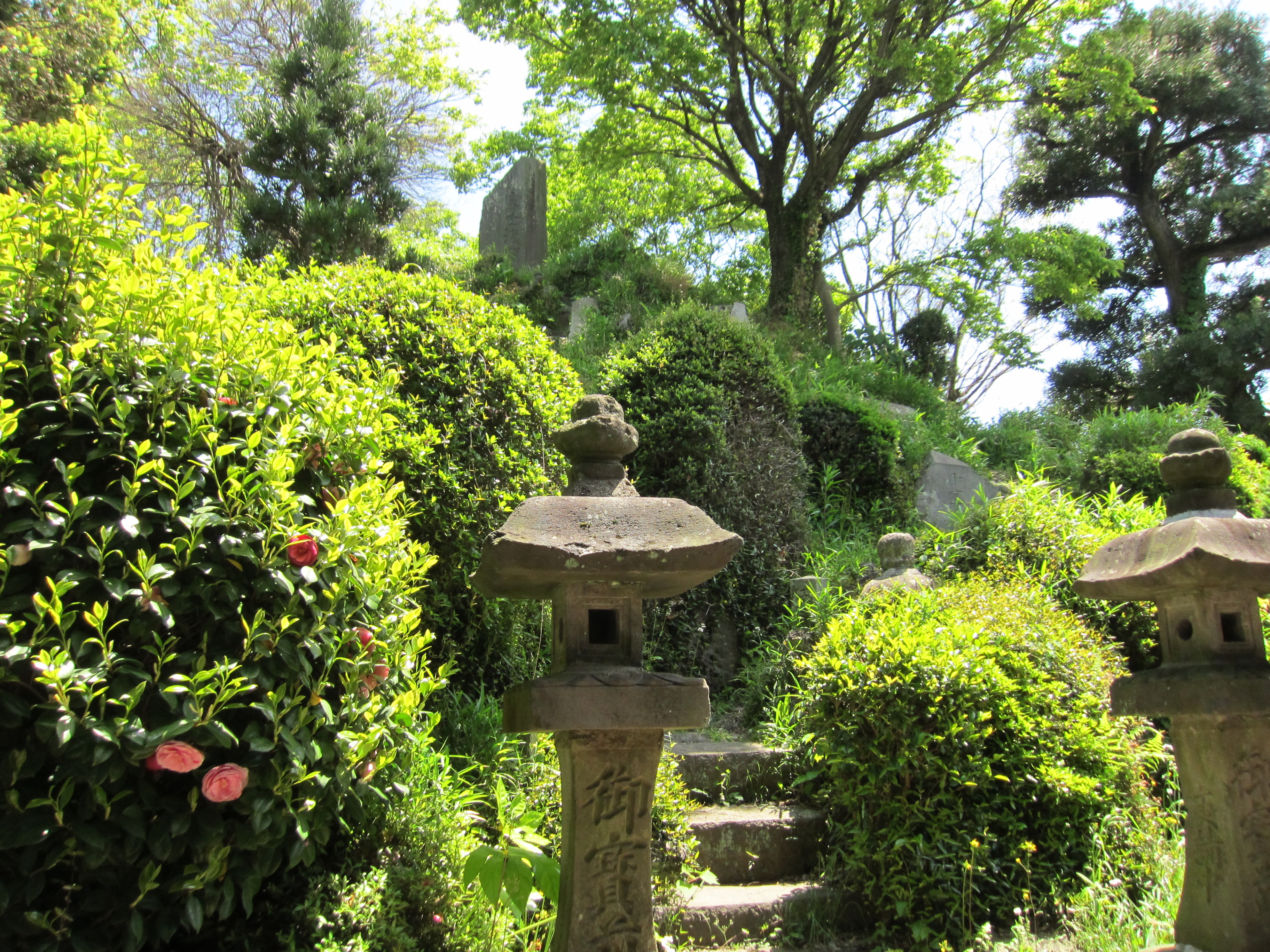
富士塚

- 富士塚（流山富士）

高さ約6mの大規模なもので、社殿後方に富士山の溶岩を用いて築かれている。頂上には「富士浅間大神」と書かれた高さ2mの1886年（明治19年）築造の石碑が建つ。流山市により有形文化財に指定されている。
- 金比羅大神と阿夫利大神の碑

明治時代、醤油醸造を営んでいた浅見平兵衛萬蔵が醤油の安全な船による運搬を祈願した石碑を建てる。
- 成田不動尊

鳥居手前左側に成田不動尊の祠がある。1896年（明治29年）、浅見平兵衛萬蔵・青山茂助・堀切紋次郎によって建立。
- 天満宮

境内右側に鎮座。
- 庚申塚

境内左側に建つ。

## 文化財
流山市指定有形文化財
- 富士塚 - 1987年（昭和62年）指定

## 現地情報
所在地
- 千葉県流山市流山1-154

交通アクセス
- 流鉄流山線 流山駅 （徒歩約3分）